# Traktaty laterańskie
Traktaty laterańskie, wł. Patti Lateranensi, łac. Pacta Lateranensia – grupa trzech traktatów wyodrębniających politycznie i terytorialnie państwo Watykan, uznających jego niezależność i niepodległość. Zostały podpisane 11 lutego 1929 przez premiera Włoch Benita Mussoliniego i papieskiego sekretarza stanu, kardynała Pietra Gasparriego.
Mussolini, zdający sobie sprawę z władzy i autorytetu papieża Piusa XI, postanowił nawiązać z nim porozumienie, by przez jego przychylność zwiększyć poparcie wśród społeczeństwa. Powierzchnię Watykanu określono na 44 ha (0,44 km²). Traktaty uznawały papieża za osobę świętą i nietykalną (art. 8), zobowiązywały Włochów do zapłaty odszkodowania "za utracone dobra i wypływy" oraz finansowego wsparcia Watykanu. Osoby tam mieszkające zostały uznane za nietykalne.
Traktat uznawał także władzę papieża nad wieloma posesjami poza terenem Watykanu, w Rzymie i w jego okolicach, np. bazylika św. Jana na Lateranie, bazylika św. Pawła za Murami, bazylika Matki Bożej Większej, Pałac Papieski w Castel Gandolfo i inne (art.13-16).
Pierwszy akt prawny:
porozumienie między Stolicą Apostolską a rządem włoskim, stanowiące rozwiązanie tzw. kwestii rzymskiej (powstałej w wyniku zaboru Państwa Kościelnego w 1870 oraz odrzucenia przez Piusa IX tzw. ustawy gwarancyjnej Wiktora Emanuela II i uznania się papieża za więźnia Watykanu). W traktacie m.in. rząd włoski uznał religię katolicką za panującą w kraju (art. 1), a papieża za suwerennego władcę wydzielonej części Rzymu (art. 12), zwanej odtąd Państwem Miasta Watykan (wł. Stato della Città del Vaticano), które otrzymało równocześnie gwarancje eksterytorialności (art. 3).
Drugi akt prawny:
konkordat podpisany wraz z porozumieniem pierwszym, regulujący stosunki państwa i Kościoła we Włoszech.

## Naruszenia i zmiany Traktatów
Watykan uznał za poważne naruszenie włoskie przepisy antyżydowskie z 1938, które zabraniały małżeństw żydów z nie-żydami, w tym z katolikami. Było to niezgodne z konkordatem, który dawał Kościołowi wyłączne prawo do udzielania małżeństw z udziałem katolików i w art. 34 stanowił, że włoskie władze będą zawsze uznawały takie małżeństwa. 
Traktaty Laterańskie zostały włączone do konstytucji włoskiej z 1947 roku. W 1984 miała miejsce ich rewizja, podczas której usunięto z nich przepis o uznaniu religii katolickiej za panującą we Włoszech oraz wprowadzono podatek kościelny w miejsce finansowania Państwa Watykańskiego przez Włochy. W 2008 Watykan przestał automatycznie uznawać wszystkie włoskie przepisy prawa z obawy, że mogą być one sprzeczne z doktryną katolicką (np. eutanazja Eluany Elgaro).